# Kri-kri
Kri-kri (Capra aegagrus cretica), ibland även kretensisk get, "Agrimi" eller kretensisk stenbock, är en vild get som lever i östra Medelhavsområdet. Geten ansågs tidigare vara en underart av vildgeten. Kri-kri finns nu endast på ön Kreta, Grekland och tre små öar precis utanför (Dia, Thodorou och Agii Pantes).

## Beskrivning
Kri-krin har en ljust brunaktig päls med ett mörkare band runt halsen. Den har två horn som går bakåt från huvudet. I vilt tillstånd är de blyga och undviker turister. Djuret kan klättra uppför till synes branta klippor. Kri-krin tros inte vara infödd på Kreta. Troligen kom de ut i vilt tillstånd efter att ha importerats till ön under den minoiska kultureran. Ändå finns geten inte någon annanstans och är därför endemisk för Kreta. Den var vanlig i hela Egeiska havet, men numera är de Vita Bergen på västra Kreta och Samariaravinen de enda platser som den finns på.

## Taxonomi
Enligt en genetisk studie av Bar-Gal et al. från 2002 är kri-kri ingen underart till vildgeten, som det tidigare antogs, utan en variant av tamgeten (Capra aegagrus hircus) som fördes av människor till Kreta och som sedan blev en förvildad form. Denna variant tillhör de första domesticerade getterna som uppkom för 7500 till 8000 år sedan i Levanten och i andra regioner av östra Medelhavsområdet. En avhandling från 2006 där några forskare från den första studien var inblandade reviderade resultatet. Det kan även ha varit vildgetter som introducerades på ön och den genetiska variationen uppkom genom hybridisering med enstaka tamgetter (främst honor) som hade rymt.

## Galleri

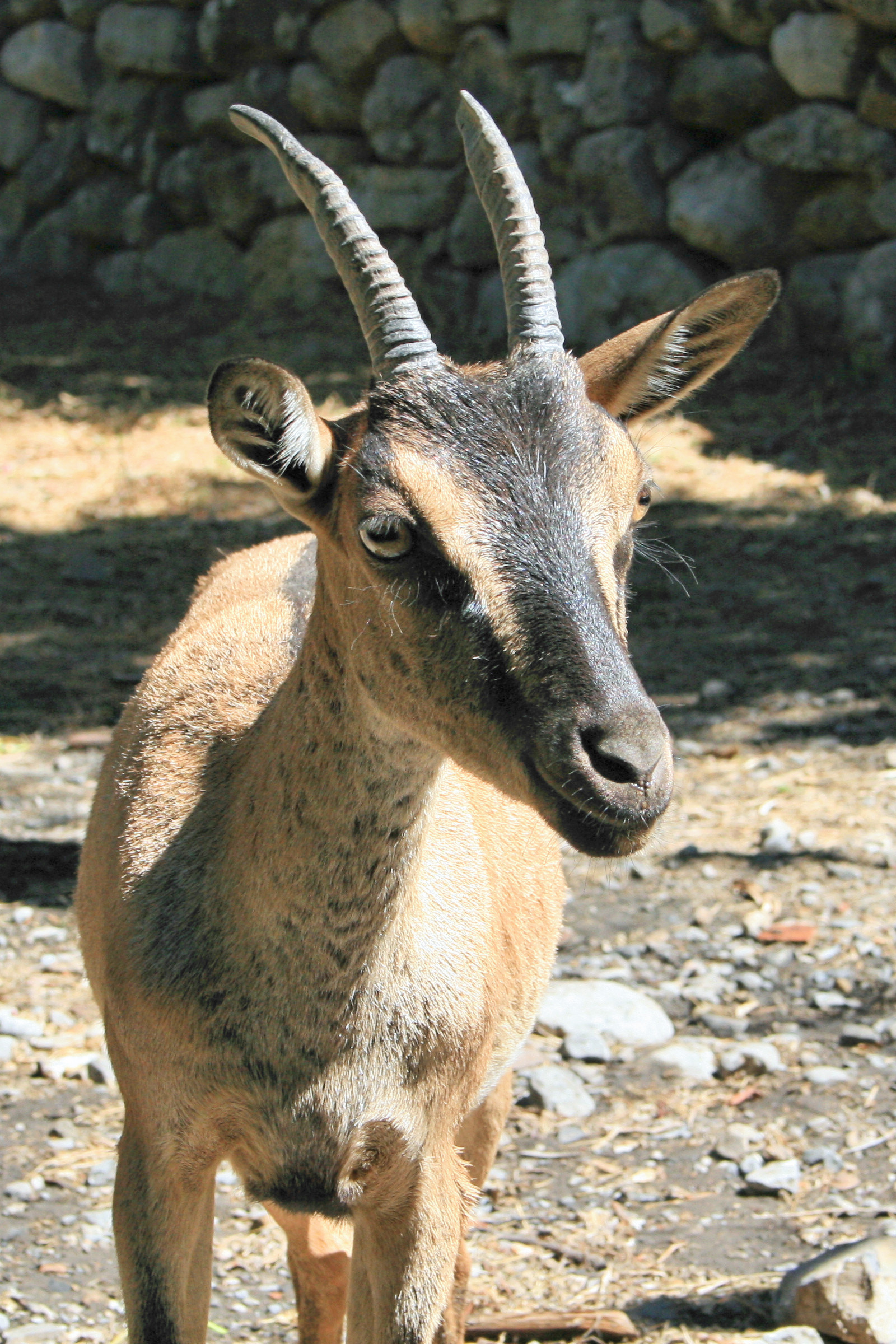
Kri-kri i Samariaravinens nationalpark
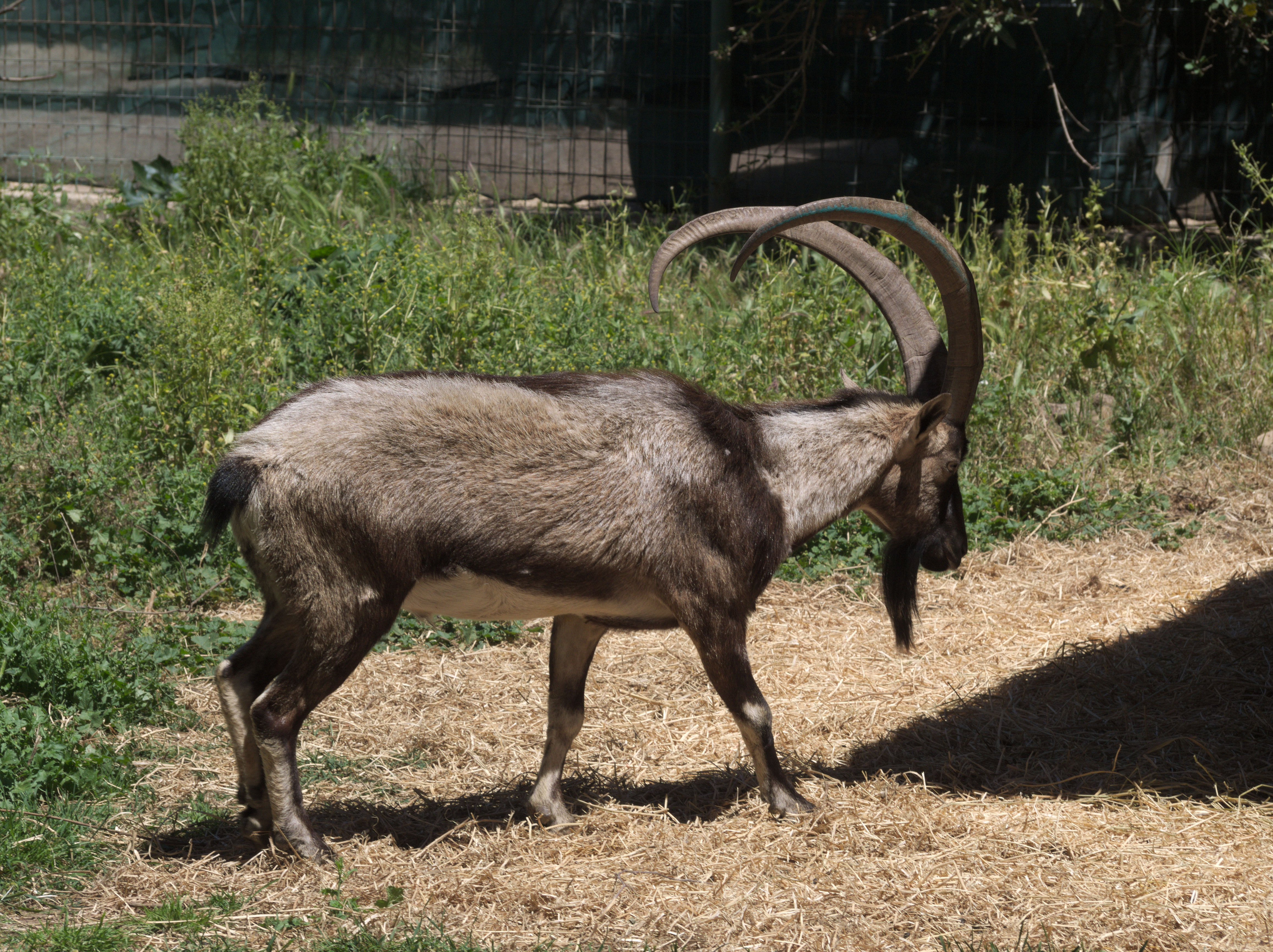
En kri-kri-hanne